# Ozi (Myanmar)

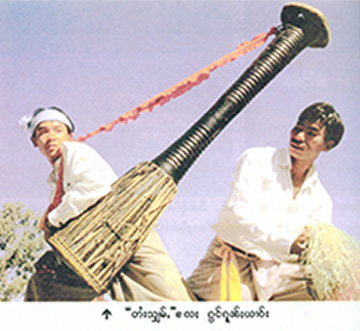
Ozi bei den Shan.

Ozi, auch òzi, ò-zi (burmesisch), ist eine große Bechertrommel, die in der volkstümlichen und rituellen Musik Myanmars von den Bamar und Shan in den ländlichen Bereichen des zentralen Tieflands und von einigen Minderheitenvölkern in den Bergregionen gespielt wird. Nach Größe, die zwischen einem und drei Meter Länge beträgt, und Form unterscheiden sich die aus einem Holzstück gefertigten Trommeln der verschiedenen Ethnien beträchtlich. Die ozi wird bei Jahresfesten und in der religiösen Prozessionsmusik eingesetzt und stellt für die Ethnien in ihrer individuellen Gestalt ein kulturelles Identifikationsmerkmal dar.

## Herkunft und Verbreitung
Die im Freien gespielte, laute burmesische Musik verwendet für die rhythmische und melodische Struktur fast ausschließlich  Schlaginstrumente. Im klassischen hsaing waing-Ensemble sind dies außer dem namensgebenden (oder pat waing genannten) Melodieninstrument, das aus einem Kreis von 21 gestimmten Trommeln besteht, zwei große fassförmige Röhrentrommeln, die pat ma und sa khun heißen, eine Reihe von sechs auf dem Boden stehenden Doppelfelltrommeln (chauk lon bat) sowie verschiedene Buckelgongs und Gongspiele. Das einzige, einen ununterbrochenen Ton erzeugende Melodieinstrument im hsaing waing ist das Doppelrohrblattinstrument hne.
Neben dem bekanntesten und am weitesten verbreiteten, klassischen burmesischen Orchestertyp gibt es andere, im Freien auftretende Ensembles, bei denen stets Trommeln die musikalisch führende Rolle einnehmen. Zu diesen Trommeln gehören neben der ozi die zweifellige, etwa 75 Zentimeter lange Fasstrommel dhopat (doupa), die zur Gesangsbegleitung oder in ländlichen Orchestern bei Festen mit hne, großen Paarbecken und Bambusklappern gespielt wird. Die etwas größere bounci kommt in ähnlicher Besetzung oder im hsaing waing-Orchester zum Einsatz. Allein die byo wird nicht mit den Händen, sondern mit Stöcken geschlagen. Die sito ist eine bis zu 1,25 Meter lange zweifellige Fasstrommel, die als einzige der genannten Trommeln ursprünglich zur höfischen Musik gehörte. Sie besitzt mit 50 Zentimetern den größten Durchmesser.
Bechertrommeln sind in der arabischen Musik (darbuka), der persischen Musik (tombak) und in Westafrika (djembé) weit verbreitet. Diesem Typ entspricht in Thailand die rund 30 Zentimeter lange thon oder thap, deren Korpus meist aus Ton, seltener aus Holz besteht. Eine mit der ozi vergleichbare lange Bechertrommel aus Holz in Thailand heißt klong yao. Auch einige Volksgruppen der im Norden an Myanmar grenzenden Länder kennen Bechertrommeln, etwa die Lahu und Karen, die ihr Instrument aus Thailand übernommen haben. In Kambodscha kommt die Bechertrommel skor dey und auf den Philippinen die dabakan vor. Keine dieser Trommeln erreicht die Größe der von den Shan gefertigten ozi.
Die Heimat der burmesischen Bechertrommeln könnte das Königreich Nanzhao in der heutigen südchinesischen Provinz Yunnan sein, von wo um 800 n. Chr. Bevölkerungsgruppen der Shan und Thai nach Süden Richtung Myanmar und Thailand wanderten. Die Dai in Südchina verwenden bei Festen die lange Bechertrommel xiangjiaogu, die in der wörtlichen Übersetzung (mit chinesisch gu, „Trommel“) als Elefantenfußtrommel bekannt ist, für den „Elefantenfußtrommeltanz“.

## Bauform
Die ozi wird aus einem Weichholzstamm gedrechselt und innen ausgehöhlt. Der fassförmige Korpus geht in einen schlanken, häufig mit einer Reihe von Wülsten und Knoten verzierten Stiel (kje’jin) über, der sich am Boden trichterförmig zu einer Standfläche (padain) verbreitert. Die Größe beträgt zwischen einem Meter und 25 Zentimeter Durchmesser bei den Bamar und über drei Meter Länge mit 60 Zentimetern Durchmesser bei den Shan. Eine Zwischengröße von 1,20 Metern Länge und einem Durchmesser von 45 Zentimetern kennzeichnet die ozi der Danu, einer Untergruppe der Bamar, und die ozi der Palaung, die als kleine Minderheit im östlichen Shan-Staat leben. Die Trommel der Intha am Inle-See ist 1,5 Meter lang bei einem Meter Durchmesser.
Die über einen Ring gezogene Membran, die üblicherweise aus Rehhaut besteht, wird durch eine enge V-förmige Verschnürung mit einem Ring an der Unterseite des Korpus verspannt. Die Bamar verwenden zum Stimmen wie beim Trommelkreis pat waing eine Paste (pat sa, wörtlich „Trommelnahrung“), die sie in der Mitte der Membran auftragen. Die Stimmpaste besteht traditionell aus einer Mischung aus Reis und der Asche von Tamarinde, heute wird meist eine Kunststoffmasse verwendet. Die Shan bestreichen das Trommelfell mit gekochtem Klebreis und die Danu mit Bienenwachs, um das Schwingungsverhalten zu beeinflussen. Wenn Musiker angeben, Alkohol oder Thanaka (Schminkpaste) zu verwenden, so hat dies kaum mit Klangbeeinflussung zu tun. Das Holz wird bemalt und lackiert, für die Shan häufig schwarz mit roten, goldenen und grünen Mustern. Ein Trommelbauer ist in der Lage, mehrere ozi-Typen herzustellen und nach den Bedürfnissen der einzelnen Ethnien zu gestalten.
Der Spieler hängt sich die drei Meter lange Trommel mit einem Trageband über die Schulter, sodass er die Membran schräg vor dem Oberkörper mit einer oder beiden Händen schlagen kann, während die untere Verbreiterung mit dem Rand hinter ihm den Boden berührt. Die kürzeren Trommeln hängen frei an einem Band über der Schulter.

## Spielweise
Ensembles mit Trommel, Gong und Paarbecken treten bei Festen, etwa beim jährlichen Umpflanzen von Reis, religiösen Prozessionen, bei denen Geschenke zum buddhistischen Kloster gebracht werden, und politischen Kundgebungen auf. Sie können von Tänzerinnen oder Tänzern begleitet werden. Eigene Spieltraditionen unterscheiden die Bamar von den Shan, Danu, Intha, Taungy, Pa-O und anderen Ethnien. Auch wenn die Spielweise nicht wesentlich differiert, stellen die Unterschiede doch gruppenspezifische Erkennungsmerkmale im gemeinsamen Lebensraum Myelat (mittleres Bergland des südlichen Shan-Staates)  dar. Die ozi steht im Zentrum dieser Ensembles. Nur sie besitzt eine für die Ethnien charakteristische Gestalt, während die übrigen Instrumente, zu denen auch Holzklappern und die Bambusflöte palwei kommen können, austauschbar sind.
Einzig die Bamar verwenden das schrill klingende Doppelrohrblattinstrument hne zur Melodieführung, begleitet neben der ozi von ein Meter langen Bambusklappern (walet-hkok, waletkout) und Paarbecken (yagwin, lingwin). Die drei Meter lange Trommel der Shan spielt mit Paarbecken zusammen, die einen Gegentakt zu den Trommelschlägen produzieren, ergänzt durch vier bis acht Buckelgongs, die für einen gleichbleibenden Grundschlag sorgen. Die Gongs können separat von einzelnen Spielern in der Hand gehalten oder in einem Gestell hängen und von einem Spieler mittels einer mechanischen Hebelübertragung zugleich geschlagen werden. Das Ensemble der Danu besteht aus einer ozi, einem großen Gong, einem Paarbecken und zwei bis drei Bambusklappern. Die Spielmöglichkeiten der enorm großen Intha-Trommel sind eingeschränkt. Sie hängt mit ihrem Durchmesser von einem Meter unbequem vor dem Oberkörper und kann nur mit der rechten Hand geschlagen werden.
Bei Festen tritt häufig zum ozi-Ensemble eine Tanzgruppe auf, die den Kriegstanz led thaing aufführt. Dessen Stil ist nicht einer bestimmten Ethnie zuzuordnen, sondern gehört zu der in Thailand und der Malaiischen Inselwelt weit verbreiteten Tradition des silat. Bei größeren Festen stehen die Musikgruppen der verschiedenen Ethnien in einem Wettstreit um die Aufmerksamkeit des Publikums, indem sie gleichzeitig nahe beieinander musizieren. Ebenso beliebt bei öffentlichen Veranstaltungen, namentlich Theateraufführungen, ist das dophat-Ensemble, bei dem die waagrecht um den Hals hängende Fasstrommel dophat mit Bambusklappern und Paarbecken gespielt wird. Beide Ensembles verkörpern den typischen ländlichen Volksmusikstil. Jedes Jahr findet am Regierungssitz in Naypyidaw das Soyaketi-Festival statt, ein staatlich organisierter Wettbewerb der darstellenden Künste, bei dem die Ensembles mit ozi und dhopat stets für vollbesetzte Zuschauerplätze sorgen. Sie begleiten einen Sänger, der nebenbei tanzt und improvisierte Späße macht.
Die Shan verwenden Abbildungen der ozi in jeder Form – von Plakaten an öffentlichen Gebäuden bis zu Taschenkalendern – zur Dekoration, Tourismuswerbung und zur Behauptung eines kulturellen und in der Konfrontation mit der Regierung politischen Nationalismus. Ebenso erscheint die ozi bei den Danu als politisches nationales Symbol im Emblem der 2010 gegründeten Demokratischen Danu-Partei (Danu amyo tha a pwe).